# 3つのロシアの主題による序曲第1番
『3つのロシアの主題による序曲第1番』（ロシア語: Увертюра на темы трех русских песен No.1）は、ミリイ・バラキレフが作曲した演奏会用序曲。演奏時間は約8分。

## 概要
1858年に完成したバラキレフの初期作品の一つ。グリンカの作曲した『カマリンスカヤ』を手本としつつ、独自の手法でロシア民謡を交響的に処理しようと試みている。1881年に改訂された。
続編に当たる『3つのロシアの主題による序曲第2番』は1864年に完成、初演されたが、こちらは後に交響詩『ルーシ』として改訂されている。なお、リムスキー＝コルサコフも同名の曲を残している。

## 初演
1859年1月2日、モスクワにて初演。

## 編成
フルート2、オーボエ2、クラリネット2、ファゴット2、ホルン2、トランペット2、トロンボーン3、ティンパニ、弦五部

## 構成
いずれもよく知られた3つのロシア民謡を主題としている。
曲の冒頭、弦楽器が奏するメロディは第2主題を変形したもの。すぐに緩やかな第1主題がフルートに表れるが、これは民謡「白樺はなぜ頭を垂れなかったか（То не белая берёза）」から採られたもの。このメロディは弦楽器に移りしばらく展開される。
続いて第2主題が登場するが、これはチャイコフスキーの交響曲第4番終楽章でも使われたメロディで、婚礼の歌「白樺は野に立てり（Во поле берёза стояла）」による。
第3主題は陽気な「ピーテル街道に沿って（Вдоль по питерской）」で、この民謡も後にストラヴィンスキーが『ペトルーシュカ』の終幕で使い有名となった。
第2、3主題が絡み合いながら展開し盛り上がりを見せるが、最後は第1主題が戻り静かに終わる。